# Mister Mundo
Mister Mundo é um concurso de beleza masculino de nível internacional e de média abrangência, sendo realizado bienalmente desde 2010, mas sua origem é datada desde 1996. Sob os cuidados iniciais do empresário Eric Morley, depois de seu falecimento coube à Julia Morley cuidar das negociações que envolvem o certame. (que também detém a organização de Miss Mundo). Vários candidatos de diversos países concorrem ao título, que tem como variáveis a prática de esporte, projetos sociais e o mundo da moda. Junto com o Manhunt Internacional, o certame foi pioneiro em realização deste tipo de evento especialmente para homens. 

## Vencedores
Todos os vencedores do concurso constam abaixo: 
| Ano  | Edição | Campeão                       | Vice-campeão                  | Terceiro lugar                 | Número de candidatos | Ref.          |
| ---- | ------ | ----------------------------- | ----------------------------- | ------------------------------ | -------------------- | ------------- |
| 1996 | 1ª     | Bélgica - Thomas Nuyens       | México - Gabriel Soto         | Turquia - Karahan Çantay       | 50                   | [ 3 ] [ 4 ]   |
| 1998 | 2ª     | Venezuela - Sandro Finoglio   | Porto Rico - Germán Méndez    | França - Gregory Rossi         | 43                   | [ 5 ] [ 6 ]   |
| 2000 | 3ª     | Uruguai - Ignacio Kliche      | Alemanha - Marcello Barkowski | Estados Unidos - Dante Spencer | 32                   | [ 7 ] [ 8 ]   |
| 2003 | 4ª     | Brasil - Gustavo Gianetti     | Líbano - Assaad Tarabay       | Bélgica - Fabien Hauquier      | 38                   | [ 9 ] [ 10 ]  |
| 2007 | 5ª     | Espanha - Juan García Postigo | Brasil - Lucas Gil            | China - Lejun Tony Jiang       | 56                   | [ 11 ] [ 12 ] |
| 2010 | 6ª     | Irlanda - Kamal Ibrahim       | República Checa - Josef Karas | Nigéria - Kenneth Okolie       | 74                   | [ 13 ] [ 14 ] |
| 2012 | 7ª     | Colômbia - Francisco Escobar  | Filipinas - Andrew Wolff      | Irlanda - Leo Delaney          | 48                   | [ 15 ] [ 16 ] |
| 2014 | 8ª     | Dinamarca - Nicklas Pedersen  | Nigéria - Emmanuel Ikubese    | México - José Pablo Minor      | 46                   | [ 17 ] [ 18 ] |
| 2016 | 9ª     | Índia - Rohit Khandelwal      | Porto Rico - Fernando Álvarez | México - Aldo Esparza          | 46                   | [ 19 ] [ 20 ] |
| 2019 | 10ª    | Inglaterra - Jack Heslewood   | África do Sul - Fezile Mkhize | México - Brian Faugier         | 72                   | [ 21 ] [ 22 ] |

### Galeria dos vencedores

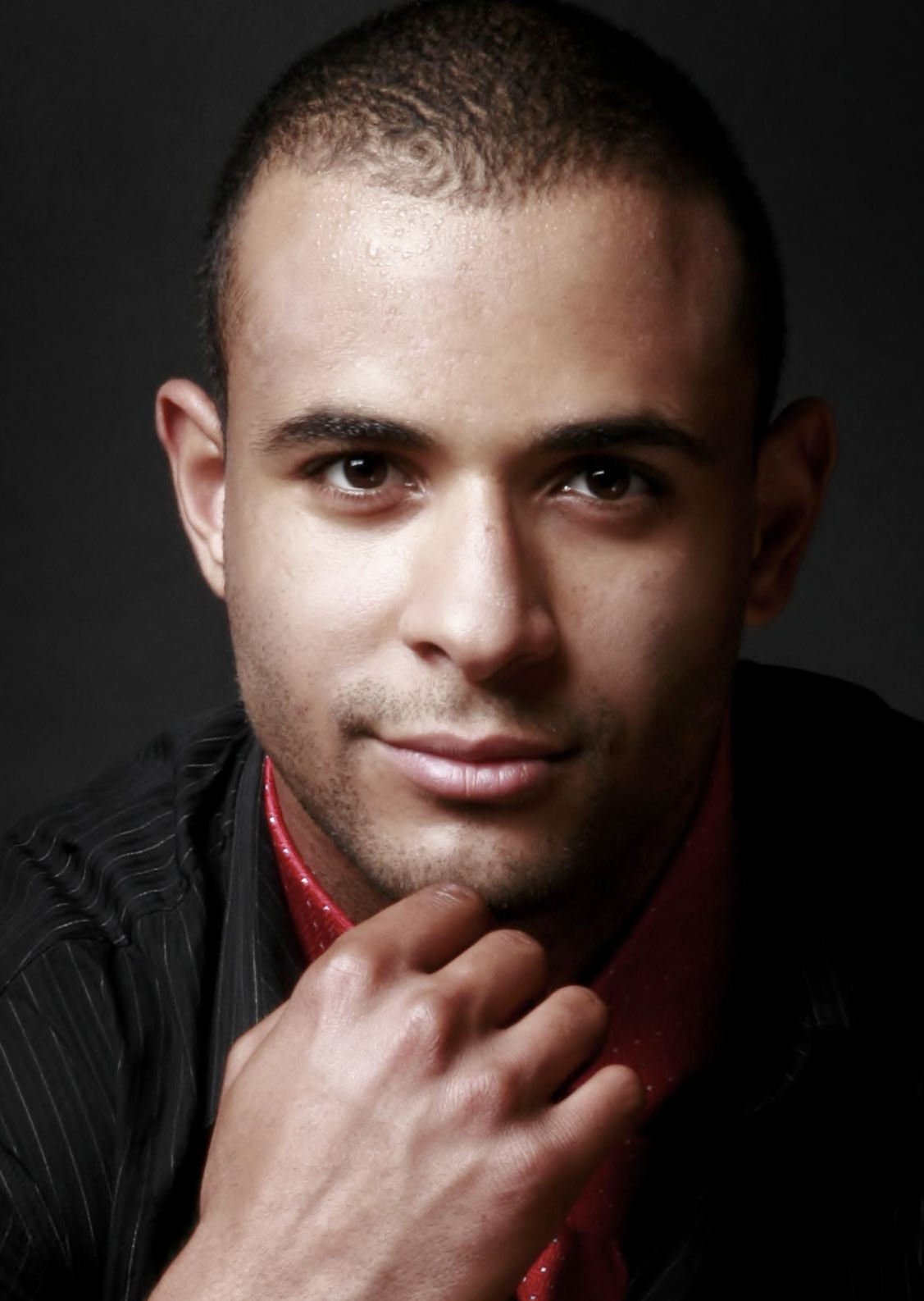
2010: Kamal Ibrahim da Irlanda
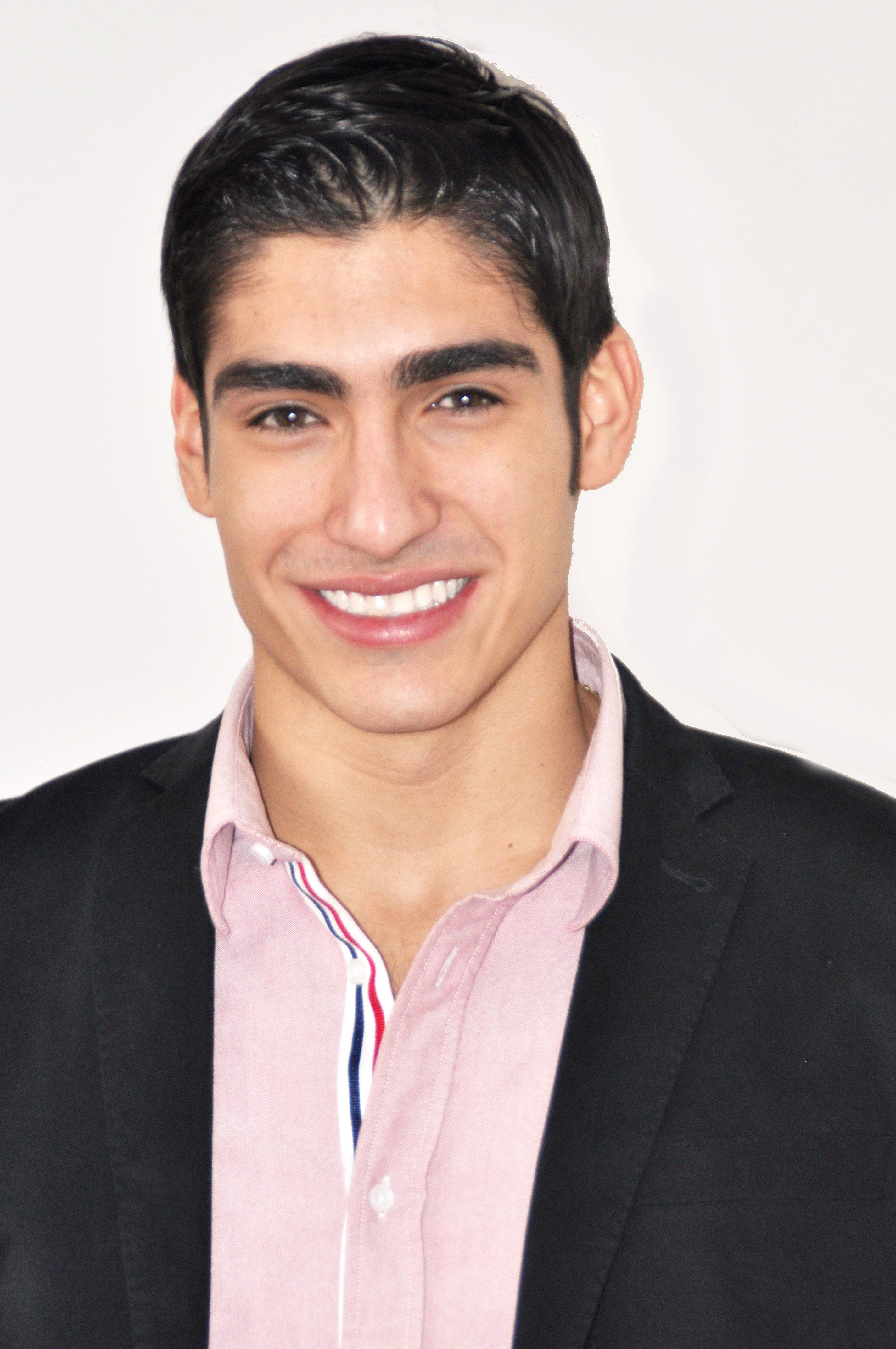
2012: Francisco Escobar da Colômbia
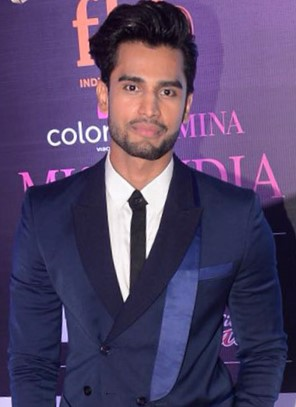
2016: Rohit Khandelwal da Índia

## Conquistas

### Por país
| País       | Vitórias |
| ---------- | -------- |
| Inglaterra | 2019     |
| Índia      | 2016     |
| Dinamarca  | 2014     |
| Colômbia   | 2012     |
| Irlanda    | 2010     |
| Espanha    | 2007     |
| Brasil     | 2003     |
| Uruguai    | 2000     |
| Venezuela  | 1998     |
| Bélgica    | 1996     |

### Por continente
Por não ter habitantes, a Antártida não é considerada:
| Quantidade | Continente | Última vitória |
| ---------- | ---------- | -------------- |
| 5          | Europa     | (2019)         |
| 4          | Américas   | (2012)         |
| 1          | Ásia       | (2016)         |
| 0          | África     |                |
| 0          | Oceania    |                |